# Earl Annesley

Wappen der Earls Annesley

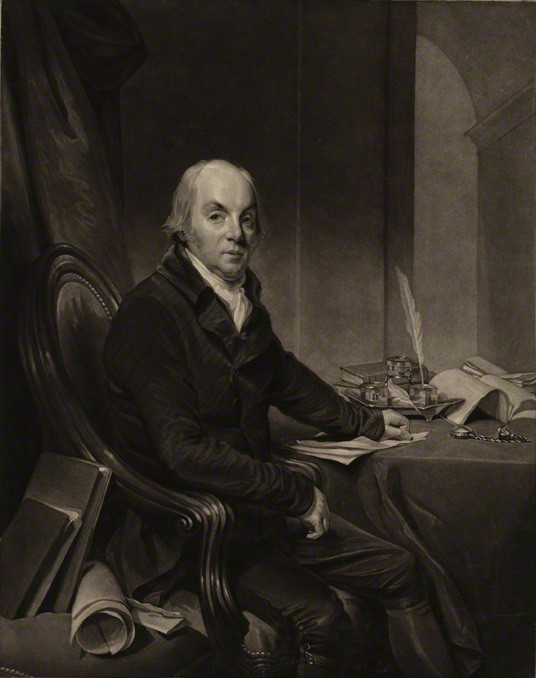
Richard Annesley, 2. Earl Annesley

Earl Annesley ist ein erblicher britischer Adelstitel in der Peerage of Ireland.

## Verleihungen und nachgeordnete Titel
Der Titel wurde am 17. August 1789 an Francis Annesley, 2. Viscount Glerawly, verliehen. Die Verleihung erfolgte mit dem besonderen Zusatz, dass der Titel in Ermangelung eigener legitimer männlicher Nachkommen auch an seinen jüngeren Bruder Richard Annesley und dessen männliche legitime Nachkommen vererbbar sei.
Er hatte bereits 1770 von seinem Vater William Annesley die Titel Viscount Glerawly, in the County of Fermanagh, und Baron Annesley, of Castlewellan in the County of Down, geerbt, die diesem am 14. November 1766 und 20. September 1758 in der Peerage of Ireland verliehen worden waren. Beide Titel sind seither nachgeordnete Titel des jeweiligen Earl.
Da der 1. Earl mehrere uneheliche, aber keine legitimen Kinder hatte, beerbte ihn gemäß dem besonderen Zusatz bei seinem Tod 1686 sein Bruder als 2. Earl.
Heutiger Inhaber der Titel ist Michael Annesley als 12. Earl.

## Liste der Viscounts Glerawly und Earls Annesley

### Viscounts Glerawly (1766)
- William Annesley, 1. Viscount Glerawly (um 1710–1770)
- Francis Annesley, 2. Viscount Glerawly (1740–1802) (1758 zum Earl Annesley erhoben)

### Earls Annesley (1789)
- Francis Annesley, 1. Earl Annesley (1740–1802)
- Richard Annesley, 2. Earl Annesley (1745–1824)
- William Annesley, 3. Earl Annesley (1772–1838)
- William Annesley, 4. Earl Annesley (1830–1874)
- Hugh Annesley, 5. Earl Annesley (1831–1908)
- Francis Annesley, 6. Earl Annesley (1884–1914)
- Walter Annesley, 7. Earl Annesley (1861–1934)
- Beresford Annesley, 8. Earl Annesley (1894–1957)
- Robert Annesley, 9. Earl Annesley (1900–1979)
- Patrick Annesley, 10. Earl Annesley (1924–2001)
- Philip Annesley, 11. Earl Annesley (1927–2011)
- Michael Annesley, 12. Earl Annesley (* 1933)

Voraussichtlicher Titelerbe (Heir apparent) ist der Sohn des aktuellen Titelinhabers Michael Annesley, Viscount Glerawly (* 1957).